# Paul Scheer
Paul Christian Scheer (Huntington, 31 gennaio 1976) è un attore, comico, sceneggiatore e produttore televisivo statunitense.

## Biografia
Scheer è nato a Huntington, New York, da Gail Ann (Decarlo) e William Paul Scheer. Durante la sua infanzia ha frequentato le scuole cattoliche e si è diplomato alla St. Anthony's High School. Iniziò ad esibirsi al liceo con i Chicago City Limits, un gruppo di improvvisazione con sede a New York. In seguito ha frequentato l'Università di New York, dove si è laureato in comunicazione e istruzione.
È noto soprattutto per i suoi ruoli nella serie televisive Black Monday di Showtime e The League di FX e FXX, per i quali ha ricevuto numerosi premi SAG Award. Ha co-creato e ospitato Human Giant di MTV e NTSF:SD:SUV:: di Adult Swim, quest'ultimo nel ruolo di Trent Hauser. Inoltre ha avuto ruoli ricorrenti in Fresh Off the Boat di ABC e in Veep - Vicepresidente incompetente di HBO.
È co-conduttore del premiato podcast di discussione How Did This Get Made? insieme a sua moglie June Diane Raphael, oltre a Unspooled con il critico cinematografico Amy Nicholson.
Dal 2020 presta la voce al personaggio del tenente comandante Adarithio Billups, capo ingegnere della USS Cerritos NCC-75567, in Star Trek: Lower Decks, seconda serie animata del franchise di fantascienza di Star Trek.

## Filmografia parziale

### Attore

#### Cinema
- Blackballed: The Bobby Dukes Story, regia di Brant Sersen (2004)
- Scuola per canaglie (School for Scoundrels), regia di Todd Phillips (2006)
- I Love Movies (Watching the Detectives), regia di Paul Soter (2007)
- News Movie (The Onion Movie), regia di James Kleiner (2008)
- Piacere Dave (Meet Dave), regia di Brian Robbins (2008)
- Bride Wars - La mia migliore nemica (Bride Wars), regia di Gary Winick (2009)
- Anno uno (Year One), regia di Harold Ramis (2009)
- Piranha 3D, regia di Alexandre Aja (2010)
- Piranha 3DD, regia di John Gulager (2012)
- Hell Baby, regia di Robert Ben Garant e Thomas Lennon (2013)
- Ass Backwards, regia di Chris Nelson (2013)
- Rapture-Palooza, regia di Paul Middleditch (2013)
- OJ: The Musical, regia di Jeff Rosenberg (2013)
- Jason Nash Is Married, regia di Jason Nash (2014)
- Daddy's Home, regia di Sean Anders e John Morris (2015)
- Funny or Die presenta: L'arte di fare affari di Donald Trump - Il film (Donald Trump's The Art of the Deal: The Movie), regia di Jeremy Konner (2016)
- Vite da popstar (Popstar: Never Stop Never Stopping), regia di Akiva Schaffer e Jorma Taccone (2016)
- Opening Night, regia di Isaac Rentz (2016)
- Io, Dio e Bin Laden (Army of One), regia di Larry Charles (2016)
- The Disaster Artist, regia di James Franco (2017)
- Best F(r)iends, regia di Justin MacGregor (2017)
- A Futile and Stupid Gesture, regia di David Wain (2018)
- Summer '03, regia di Becca Gleason (2018)
- Slice, regia di Austin Vesely (2018)
- Non succede, ma se succede... (Long Shot), regia di Jonathan Levine (2019)
- Have a Good Trip: Adventures in Psychedelics, regia di Donick Cary (2020)
- Emperor, regia di Mark Amin (2020)
- The Last Blockbuster, regia di Taylor Morden (2020)
- Archenemy, regia di Adam Egypt Mortimer (2020)
- How It Ends, regia di Zoe Lister Jones e Daryl Wein (2021)
- Happily, regia di BenDavid Grabinski (2021)
- Family Switch, regia di McG (2023)
- Twisters, regia di Lee Isaac Chung (2024)

#### Televisione
- Knuckles – miniserie televisiva, 2 episodi (2024)

#### Cortometraggi
- Slice, regia di Carmen Maria Milito (2007)
- The Smallest Co%k in Porn, regia di John Knecht (2009)
- Weird: The Al Yankovic Story, regia di Eric Appel (2010)
- The Valet, regia di Brandon Fayette (2011)
- Repeat Stuff, regia di Rami Hachache (2014)

### Doppiatore

#### Cinema
- Fuga dal pianeta Terra (Escape from Planet Earth), regia di Cal Brunker (2013)
- Hell and Back, regia di Tom Gianas e Ross Shuman (2015)
- Nerdland, regia di Chris Prynoski (2016)

#### Televisione
- The Problem Solverz - serie animata, 1 episodio (2011)
- The Life & Times of Tim - serie animata, 1 episodio (2012)
- Bob's Burgers - serie animata, 1 episodio (2012)
- Tron - La serie (Tron: Uprising) - serie animata, 5 episodi (2012)
- Adventure Time - serie animata, 5 episodi (2013-2017)
- Gravity Falls - serie animata, 1 episodio (2014)
- Regular Show - serie animata, 1 episodio (2015)
- Animals. - serie animata, 1 episodio (2016)
- C'era una volta (Once Upon a Time) - serie televisiva, 1 episodio (2016)
- Ultimate Spider-Man - serie animata, 1 episodio (2016)
- Apple & Onion - serie animata, 6 episodi (2016-2019)
- Big Mouth - serie animata, 9 episodi (2017-2020)
- Little Big Awesome - serie animata, 1 episodio (2018)
- I Greens in città (Big City Greens) - serie animata, 7 episodi (2018-2021)
- Rise of the Teenage Mutant Ninja Turtles - Il destino delle Tartarughe Ninja (Rise of the Teenage Mutant Ninja Turtles) - serie animata, 1 episodio (2019)
- American Dad! - serie animata, 2 episodi (2019)
- Crank Yankers - serie animata, 2 episodi (2020-2021)
- Star Trek: Lower Decks - serie animata, 17 episodi (2020-2022)
- La prossima fantastica avventura di Archibald (Archibald's Next Big Thing) - serie animata, 1 episodio (2021)
- A casa dei Loud (The Loud House) - serie animata, 1 episodio (2021)
- Q-Force - serie animata, 1 episodio (2021)

#### Cortometraggi
- Kung Fu Panda: I segreti dei maestri (Kung Fu Panda: Secrets of the Masters), regia di Tony Leondis (2011)
- Paranormal Roommates, regia di Benton Connor (2013)

### Regista
- NTSF:SD:SUV:: - serie TV, 4 episodi (2012-2013)
- Newsreaders - serie TV, 5 episodi (2014-2015)
- Childrens Hospital - serie TV, 2 episodi (2015)
- Party Over Here - serie TV, 3 episodi (2016)
- Drive Share - serie TV, 18 episodi (2017)
- Marvel's 616 - serie TV, 1 episodio (2020)

## Doppiatori italiani
Nelle versioni in italiano delle opere in cui ha recitato, Paul Scheer è stato doppiato da:
- Stefano Brusa in The League, Wet Hot American Summer: First Day of Camp, Wet Hot American Summer: Ten Years Later
- Riccardo Scarafoni in The Disaster Artist, Black Monday
- Mino Caprio in Anno Uno
- Ruggero Andreozzi in Piranha 3DD
- Gianluca Ferrato in Opening Night
- Francesco Sechi in Io, Dio e Bin Laden
- Enrico Di Troia in 30 Rock
- Oreste Baldini in Happy Endings
- Alessandro D'Errico in NTSF:SD:SUV::
- Teo Bellia in Fresh Off the Boat
- David Vivanti in C'era una volta
- Ezio Conenna in Brooklyn Nine-Nine
- Francesco Meoni in I'm Sorry
- Federico Di Pofi in The Good Place
- Gabriele Lopez in Terra chiama Ned
- Angelo Sorino in Modern Family
- Luigi Ferraro in The Good Fight
- Leonardo Graziano in Family Switch

Da doppiatore è sostituito da:
- Fabrizio Russotto in Ultimate Spider-Man
- Patrizia Salerno in Apple & Onion (Saltine)
- Daniele Raffaeli in I Greens in città
- Patrizio Cigliano in Star Trek: Lower Decks
- Ruggero Andreozzi in Batman: Caped Crusader (Ronald Cobblepot)
- Alessio Puccio in Batman: Caped Crusader (Aaron Cobblepot)